# Reverse engineering
Reverse engineering (in italiano "ingegneria inversa", "ingegnerizzazione inversa") è un anglicismo che indica quell'insieme di analisi delle funzioni, degli impieghi, della collocazione, dell'aspetto progettuale, geometrico e materiale di un manufatto o di un oggetto che è stato rinvenuto (ad esempio un reperto, un dispositivo, componente elettrico, un meccanismo, software).
Il fine può essere quello di produrre un altro oggetto che abbia un funzionamento analogo o migliore, o più adatto al contesto in cui ci si trova (fitting); un altro fine può essere quello di tentare di realizzare un secondo oggetto in grado di interfacciarsi con l’originale.

## Descrizione
In molti casi il processo produttivo di un oggetto inizia con la creazione manuale di una scultura realizzata da un artista o da un designer con materiali come legno, creta o speciali plastiche. Il prototipo viene modellato in modo tale da conferirgli specifiche caratteristiche funzionali ed estetiche; spesso però, viene poi cambiato durante il ciclo produttivo. Nel caso di superfici a geometria libera, i cambiamenti alle parti originali del progetto sono molto difficili da effettuare, spesso non possono essere neppure analizzati o descritti in rapporto al disegno originale. Appare chiara, quindi, l'utilità di una tecnica finalizzata alla creazione, in modo automatico ed in tempi brevi, del modello CAD dell'oggetto fisico da realizzare. Il compito dell'ingegneria inversa è proprio quello di soddisfare questa esigenza. Partendo da un prototipo, o da un oggetto che si vuole ricostruire, o da parti specifiche delle quali si vogliono effettuare particolari analisi, mediante il processo di ingegneria inversa, ricavare il relativo modello CAD. Questo viene utilizzato per effettuare agevolmente la modifica di parti esistenti, lo sviluppo di nuove parti, l'analisi dimensionale e dare il via al processo produttivo (CAM process).
Significato e scopi della reingegnerizzazione inversa:
1. Digitalizzazione della superficie.
2. Editing e filtraggio dei dati di misura.
3. Segmentazione e creazione dei modelli matematici.
4. Creazione dei modelli CAD.

## Nelle varie discipline

### Architettura
A partire dalla fine degli anni ottanta alcuni architetti di fama internazionale, come Frank Owen Gehry, si avvalgono di questa tecnica per poter progettare al meglio le loro architetture. Queste opere sono costituite principalmente da superfici libere, di difficile gestione da parte di programmi CAD tradizionali.
Infatti la progettazione di tali edifici comincia da un modello tridimensionale reale, come un plastico o addirittura una vera e propria scultura che poi verrà scansionata con uno scanner 3D per digitalizzare tali forme e viene poi gestita per mezzo di software di modellazione 3D.
Questa procedura è afferente al mondo CAE (Computer Aided Engineering), che attraverso sofisticati sistemi di scansione, permette di acquisire i dati di superficie di topologie anche complesse di prototipi artigianali e di restituirli sotto forma di modelli di superfici all'interno dell'ambiente di lavoro digitale. Questa tecnica è particolarmente usata nel mondo informatico della Motion Capture.

### Informatica
L'ingegneria inversa in informatica è "il processo di analisi di un sistema software esistente, eseguito al fine di crearne una rappresentazione ad alto livello di astrazione".
In senso stretto, l'attività di ingegneria inversa consiste nella comprensione del funzionamento e della realizzazione di un dispositivo fisico o virtuale al fine di produrre il nuovo dispositivo. Il termine reingegnerizzazione invece, comprende, oltre all'analisi, anche la riprogettazione.
Per affrontare seriamente la retro ingegneria in ambito software sono essenziali conoscenze di Assembly, programmazione e logica, incluse conoscenze architetturali della piattaforma su cui si vuole analizzare il software.
In genere, le pratiche di ingegneria inversa vengono utilizzate quando una casa sviluppatrice mantiene il codice proprietario per i suoi prodotti. A quel punto, il "retro-ingegnere" analizza i programmi e cerca di capirne il funzionamento senza avere a disposizione un codice sorgente. Alternativamente, l'ingegneria inversa ha anche il fine di ampliare le funzionalità di dispositivi e/o applicativi oltre quelle originali. Eloquente, a tal proposito, il caso dei lettori Mp3, nonché quello dei titoli videoludici ai quali è stata aggiunta la funzionalità multigiocatore, originariamente non prevista.
L'ingegneria inversa è anche usata dalle forze armate al fine di copiare la tecnologia di altre nazioni, spesso in congiunzione a operazioni di spionaggio militare. È stata ampiamente impiegata durante la seconda guerra mondiale e la guerra fredda.
Altri scopi dell'ingegneria inversa comprendono le verifiche di vulnerabilità, la rimozione della protezione da copia, l'aggiramento di restrizioni d'accesso (spesso presenti nei prodotti d'elettronica di consumo) e la personalizzazione di sistemi integrati.

## La legislazione nel mondo
La retro ingegneria informatica, applicata cioè a sistemi software o hardware con scopi di interoperabilità, per esempio al fine di supportare formati di file o periferiche hardware non documentati, è prevalentemente ritenuta legale, sebbene i detentori spesso facciano valere i loro brevetti. Tuttavia, poiché nell'Unione europea la legge per i brevetti software non è mai stata approvata, si applica la legge del diritto penale informatico locale.

### Italia
Nel caso specifico italiano, la reingegnerizzazione a scopo di interoperabilità con altri sistemi (e solo a questo scopo) è un atto pienamente lecito ai sensi dell'art. 64 della legge 22 aprile 1941, n. 63 come modificata dall'art. 5 del 29 dicembre 1992 n. 518, sia in senso "leggero" (qualora egli compia tali atti durante operazioni di caricamento, visualizzazione, esecuzione, trasmissione o memorizzazione del programma che egli ha il diritto di eseguire) che in senso di decompilazione vera e propria, ma solo al fine di permettere l'interoperabilità del software con altri programmi. L'accezione di software è estesa per analogia a concetti informatici quali il formato di un file o la struttura interna di un protocollo.